# Monocris
Monocris is een geslacht van wantsen uit de familie van de Miridae (Blindwantsen). Het geslacht werd voor het eerst wetenschappelijk beschreven door V. Putshkov in 1974.

## Soorten
Het genus bevat de volgende soorten:

- Monocris griseolus V.G. Putshkov, 1974
- Monocris longicornis Linnavuori, 1988